# Cor van der Hart
Cor van der Hart (Amsterdam, 25 gennaio 1928 – Amsterdam, 13 dicembre 2006) è stato un calciatore e allenatore di calcio olandese, di ruolo difensore.

## Palmarès

### Giocatore

#### Competizioni nazionali
- Campionato olandese: 1

Ajax: 1946-1947
- Campionato francese: 1

Lille: 1953-1954
- Coppa di Francia: 1

Lille: 1952-1953
- Coppa dei Paesi Bassi: 2

Fortuna Sittard: 1955-1956, 1963-1964
- Eerste Divisie: 3

Fortuna Sittard: 1958-1959, 1963-1964, 1965-1966

### Allenatore

#### Competizioni nazionali
- Coppa dei Paesi Bassi: 1

AZ Alkmaar: 1977-1978
- Coppa di Lega belga: 1

Standard Liegi: 1974-1975

#### Competizioni internazionali
- Coppa Piano Karl Rappan: 1

Standard Liegi: 1974